# Horace Ashenfelter
Horace Ashenfelter (Collegeville, Pensilvania; 23 de enero de 1923-Orange, Nueva Jersey; 6 de enero de 2018) fue un atleta estadounidense, especialista en la prueba de 3000 m obstáculos en la que llegó a ser campeón olímpico en 1952.

## Carrera deportiva
En los JJ. OO. de Helsinki 1952 ganó la medalla de oro en los 3000 m obstáculos, con un tiempo de 8:45.4 segundos que fue récord del mundo, llegando a meta por delante del soviético Vladimir Kazantsev y el británico John Disley (bronce).